# 全浊声母
全濁聲母指中古漢語的濁塞音、濁塞擦音和濁擦音聲母。韻圖的全濁聲母有並母、奉母、定母、澄母、從母、邪母、床母、禪母、羣母和匣母。參見三十六字母。

## 各語言保存状况
中古以後，多数由古漢語演變而來的現代漢語族語言全浊声母都演變成對應清声母。全浊声母清化有以下三种主要模式：
1. 平声变次清，仄声变全清，即“平送仄收”模式（官话、粤语某些方言如粵海方言、邕潯方言等）
2. 全部或大部分变成对应次清音（赣语、客家语、粵語吳化方言、徽语的安徽境内部分、江淮官话通泰片等）
3. 全部或大部分变成对应全清音（新湘语、晋语的并州片、粵語勾漏方言等、吴语西北边缘地带的方言、闽语大部等）

吴语、老湘语、部分闽北语方言（与吴语交界地带）、少数赣语（吴湘“浊音走廊”）及西南官话黔北片湘西部分点保留全浊声母，其中赣语浊音走廊部分地区次清读全浊，从而在功能上失去全浊的独立性；此外，闽南语将次浊读如全浊以及其余个别汉语方言点也有非全浊来源的浊塞音，使全浊不再可仅通过分析。
日语汉字音的吴音系统也保留古汉语清浊对立；汉音系统则基本清化（日语清音无分送气與否）；后来的唐音中较早期的宋音也保留了全濁聲母。
朝鲜汉字音不保留清浊对立，全浊声母清化主要派入全清音，但不規則。
越南语汉字音（汉越语）部分保留中古汉语的清浊对立，规则頗复杂。